# William Henry Hamilton Trood
William Henry Hamilton Trood, également nommé W. H. Trood, né en 1860 à Taunton et mort le 3 novembre 1899 à Londres, est un peintre animalier et un sculpteur britannique.

## Biographie
William Henry Hamilton Trood naît en 1860 d'après le British Museum.
Il meurt d'une pneumonie à l'âge de trente-neuf ans.

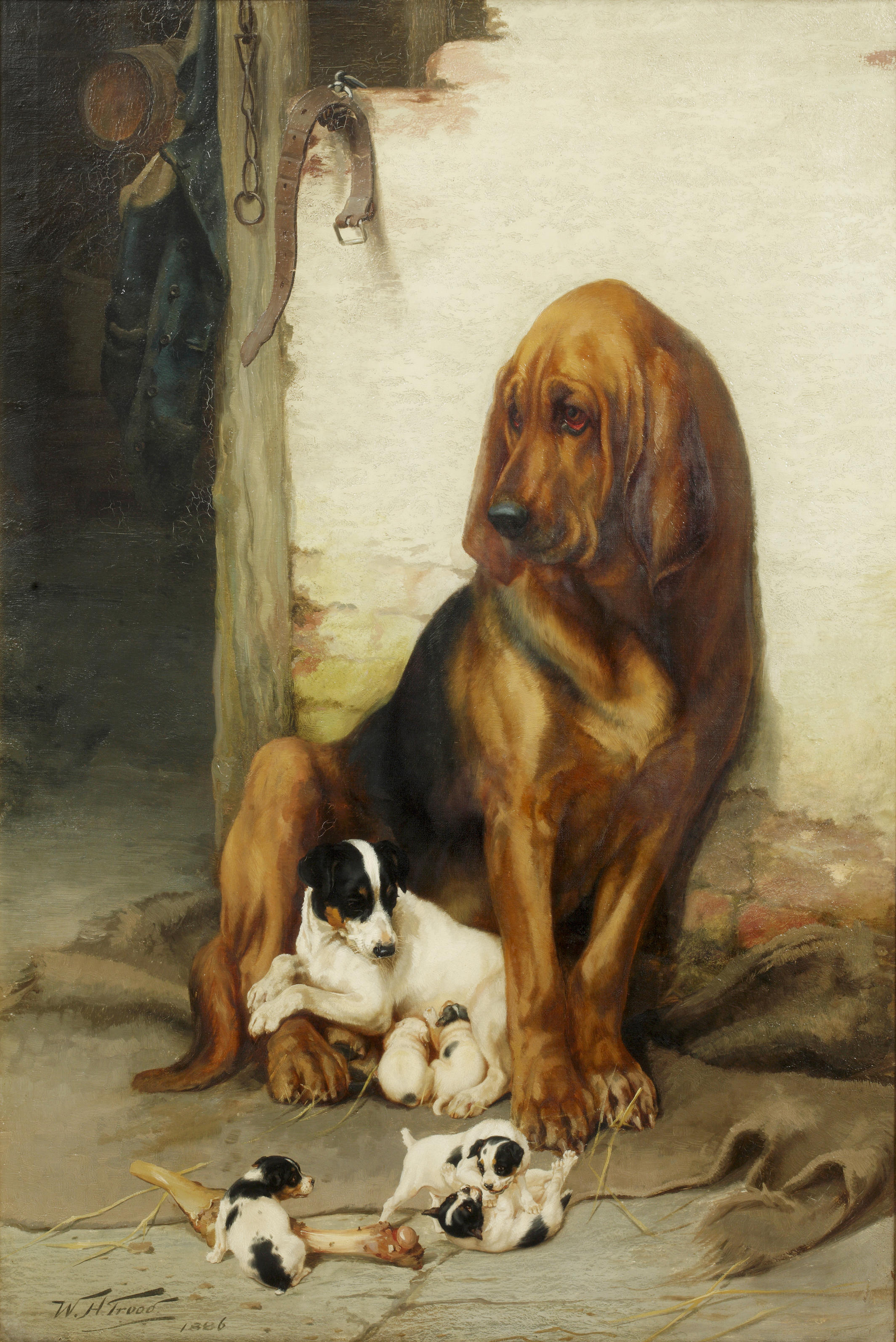
The Guardian, 1886.
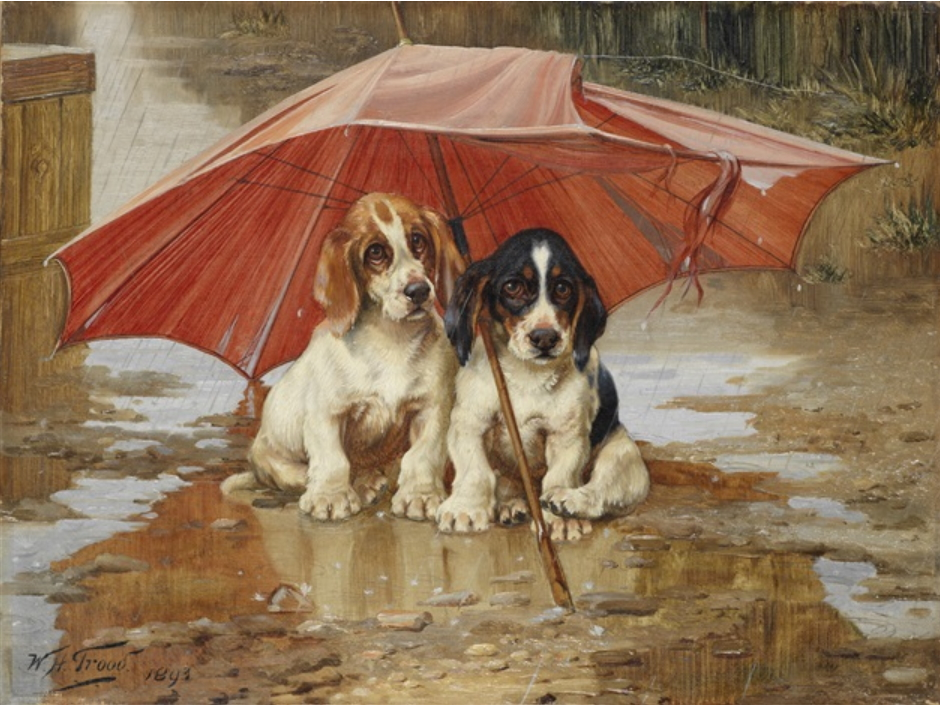
Wait till the clouds roll by, 1893.
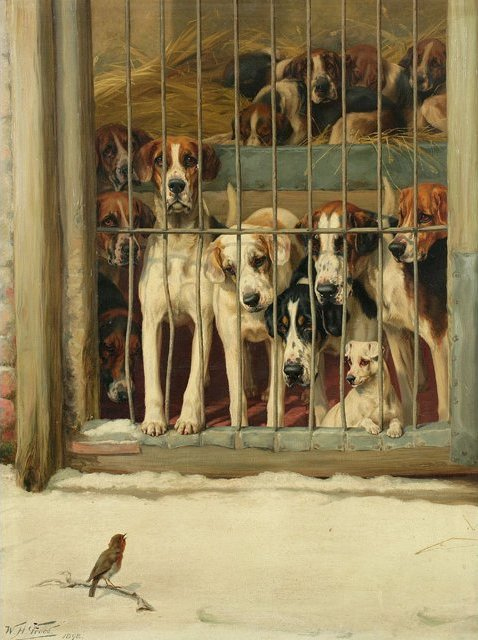
Hounds in a Kennel, 1898.